# Jakob von Gunten
Jakob von Gunten. Un diario è un romanzo di formazione, il terzo dello scrittore svizzero di lingua tedesca Robert Walser, pubblicato nel 1909. La storia viene raccontata in prima persona dal protagonista, un giovane di nobili origini che scappa di casa e che decide di passare il resto della propria vita a servizio degli altri come maggiordomo; a tal fine s'iscrive all'istituto Benjamenta, una scuola che prepara a diventare ottimi domestici.
Scritto nella forma di diario poetico immaginario (difatti il narratore appunta nel diario non solamente i fatti riguardanti i suoi rapporti con gli altri ragazzi del collegio, ma anche le fantasie e i sogni che ha), narra della propria permanenza in tale scuola: il romanzo si basa in parte sulle stesse esperienze dell'autore all'epoca del suo arrivo a Berlino nel 1905 dove, dopo aver frequentato una scuola per domestici ha servito come maggiordomo durante l'inverno successivo.
Dal romanzo è stato tratto il film Institute Benjamenta, dei fratelli Stephen e Timothy Quay (1995).

## Trama
Il diario manca di una datazione e la cronologia degli eventi può essere derivata solo indirettamente. Jacob proviene da una famiglia benestante, il padre possiede carrozza e cavalli mentre la madre ha sempre un palco riservato a teatro, il fratello Johann è un artista riconosciuto ed affermato che frequenta circoli esclusivi e mantiene uno stile di vita alto-borghese.
Jacob scappa di casa per sfuggire dall'ombra opprimente del padre ed entra in una scuola per servitori che si trova a Berlino; qui gli studenti saranno formati con l'obiettivo di farli entrare al meglio nella corporazione dei maggiordomi. Le lezioni consistono principalmente nella memorizzazione di un opuscolo dell'Istituto e nell'imparare ed eseguire le cosiddette "regole": infine i modi migliori per trattare con la gente vengono insegnati sia in teoria che nella pratica.
A Jacob, entrato in prova nel collegio, capita spesso e volentieri di subire punizioni corporali per varie mancanze e forme di ribellione che lo contraddistinguono, ma lui non si lamenta, neppure quando coinvolto in una controversia viene punito pur essendo innocente. Egli ha una notevole fiducia in se stesso e non si sente inferiore a nessuno dei suoi compagni, pensa anzi di esser sicuramente il più intelligente di tutta la scuola.
Impara un poco alla volta a trattare con i superiori e gl'insegnanti; egli saggiamente tace, anche quando confessa a se stesso d'essersi innamorato della sorella del direttore, che opera come giovane insegnante: si rende così chiaramente conto d'amare per la prima volta nella sua vita un essere umano.
Jacob fa anche amicizia con Kraus, uno dei più seri e capaci tra tutti gli studenti che frequentano i corsi, sempre estremamente diligente; a Jacob invece, un po' pigro, piace passeggiare da solo durante il tempo libero che gli viene concesso attraverso la grande città. L'unica che pare comprenderlo è proprio la dolce e sorridente signorina Lisa.
Presto però si viene a notare che la ragazza è sofferente, difatti ha un grave male che la sta conducendo piano piano alla morte; rimasto solo, il direttore chiude la scuola e se ne va. A Jacob tocca entrare nel mondo.

## Edizioni
- Robert Walser, Jakob von Gunten: ein Tagebuch, Berlin, Bruno Cassirer, 1909.
- Robert Walser, Jacob von Gunten. Un diario, traduzione di Emilio Castellani, con un saggio di Roberto Calasso, Milano, Adelphi, 1970.